# Mextli
Na mitologia asteca,  Mextli era o deus das guerras e tempestades, sempre representado em uniformes militares.